# 斯洛博達-什雷什科韋茨卡
48°27′37″N 27°57′22″E / 48.46028°N 27.95611°E

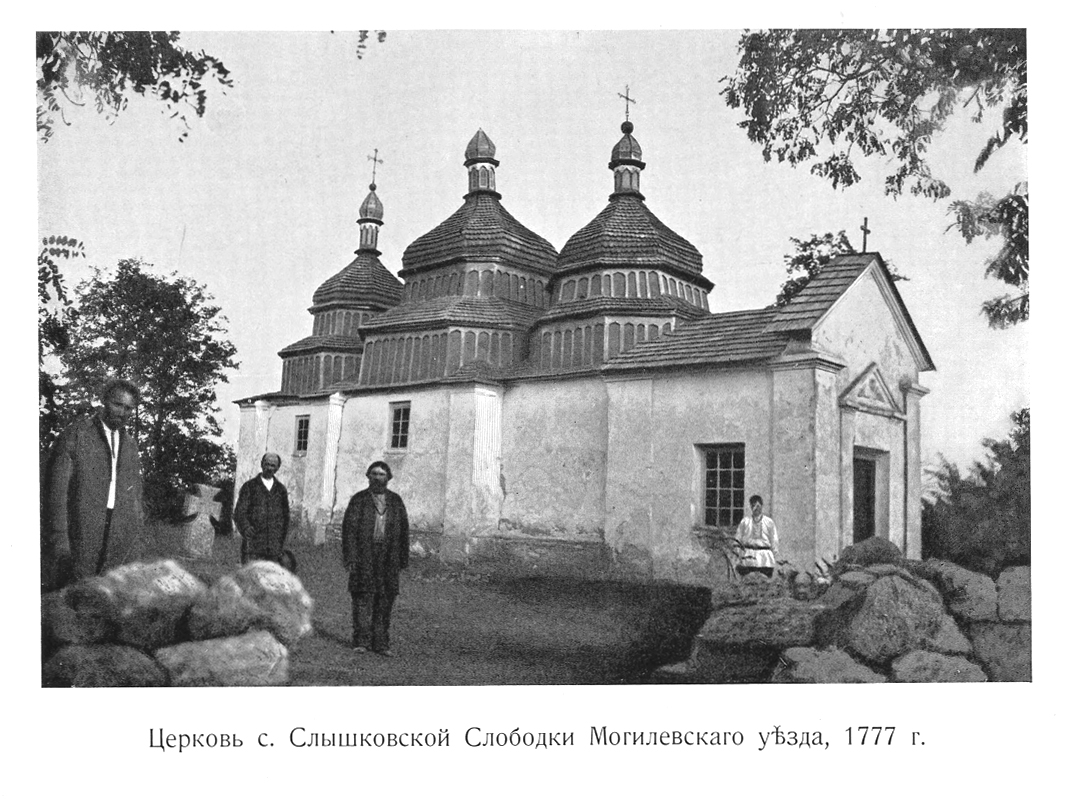
老照片里的教堂

斯洛博達-什雷什科韋茨卡（烏克蘭語：Слобода-Шлишковецька），是烏克蘭西南部的村莊，隸屬文尼察州的莫希利夫-波迪利斯基区莫希利夫-波迪利斯基市镇。該村始建於1530年，面積1.4平方公里，2001年人口538，人口密度每平方公里384.29人。